# خانه تهرانی‌ها
خانه تهرانی‌ها مربوط به دوره قاجار است که در یزد، محله فهادان، روبه روی مدرسه ضیائیه واقع شده‌است. این اثر در تاریخ ۷ مهر ۱۳۸۱ با شمارهٔ ثبت ۶۵۶۲ به عنوان یکی از آثار ملی ایران به ثبت رسیده‌ است.

## تاریخچه
خانه تهرانی‌ها از یک بخش اصلی و یک بخش خدماتی تشکیل شده‌است و دربرگیرنده فضاهایی همچون:سردر، دالان، حیاط اصلی با نمای منحصر به فرد، حیاط نارنجستان، هشتی کریاس، چاه خانه، قنات و سرداب، اتاق شاه نشین اتاقی که دارای دو بادگیر اختصاصی ست. ایوان و تالار و سه دری‌ها، آبنما و فضای سبز و دو سرداب که سرداب شرقی با پلکان به فضایی راه دارد که نهر آب زیر زمینی در آن جاری است و سرداب جنوبی در انتها به اتاق بادگیر باز می‌شود. پشت بام خانه همراه با نمائی زیبا از بافت تاریخی شهر یزد و همچنین چشم‌انداز زیبائی از کویر احساسات هر بیننده ای را بر می‌انگیزد. از نکات قابل توجه دیگر این خانه چرخ چاهی بود و حوضچه کنار آن است که با پله به قنات ته چاه می‌خورد. این مهندسی دقیق و کامل که با هوش و ذکاوت خاص باعث خلق فضایی منحصر به فرد برای جریان زندگی شده‌است. زیبایی و بزرگی بنا به حدی است که تا مدتی به عنوان دفتر کنسول گری اقتصادی برخی کشورهای اروپایی همچون فرانسه و آلمان در منطقه مورد استفاده قرار می‌گرفت.
این خانه تاریخی در تاریخ ۱۳۸۱/۷/۷ به شماره ۶۵۶۲ به ثبت اثر ملی رسیده‌است و با آغاز مرمت این بنا در تاریخ ۱۳۸۳ در قالب هتل سنتی بزرگ فهادان به اولین هتل موزه ایران تبدیل شده‌است.